# ゼロセンチメートル
｢ゼロセンチメートル｣は、日本の女性シンガーソングライター、大原ゆい子の8thシングルである。2019年7月17日にTOHO animation RECORDSから発売された。

## 概要
表題曲はテレビアニメ『からかい上手の高木さん2』オープニングテーマに起用された。作詞・作曲は1期の主題歌『言わないけどね。』と同様に大原ゆい子。2期のテーマを念頭に置きつつ夏のさわやかさをイメージしたと語る半面、「言わないけどね。」に歌いにくさを感じていたため「ゼロセンチメートル」では歌いやすいメロディを心がけたという。
シングルの発売に先駆けてテレビサイズが2019年7月8日から配信された。販売形態はアーティスト盤とアニメ盤の2種類があり、大原の多彩な音楽性が分かるように、アーティスト盤には明るい曲調の「ラブビーム中」と「チャンス」、アニメ盤にはしっとりと聴かせる「知らなければ」と「君と光」といった異なるタイプの楽曲を2曲ずつ収録している。そのうち「君と光」は『からかい上手の高木さん2』第12話の挿入歌。大原は12話の脚本を読んですぐにピアノで作曲したと語っている。また「チャンス」は千葉テレビ『高校野球ダイジェスト』オープニングテーマに起用された。大の野球好きとしても知られる大原にとって、念願であった野球番組との初めてのタイアップとなった。

## 収録曲

### アーティスト盤
| 全作詞・作曲: 大原ゆい子。 |                                                                                   |                  |                  |          |      |
| #                          | タイトル                                                                          | 作詞             | 作曲・編曲       | 編曲     | 時間 |
| 1.                         | 「ゼロセンチメートル」(テレビアニメ『からかい上手の高木さん2』オープニングテーマ) | 大原ゆい子 [ 5 ] | 大原ゆい子 [ 5 ] | 吉田穣   | 4:08 |
| 2.                         | 「ラブビーム中」                                                                  | 大原ゆい子 [ 5 ] | 大原ゆい子 [ 5 ] | 福富雅之 | 4:18 |
| 3.                         | 「チャンス」(千葉テレビ『高校野球ダイジェスト』オープニングテーマ)                | 大原ゆい子 [ 5 ] | 大原ゆい子 [ 5 ] | 吉田穣   | 4:16 |
| 4.                         | 「ゼロセンチメートル -INSTRUMENTAL-」                                             | 大原ゆい子 [ 5 ] | 大原ゆい子 [ 5 ] |          | 4:08 |
| 5.                         | 「ラブビーム中 -INSTRUMENTAL-」                                                   | 大原ゆい子 [ 5 ] | 大原ゆい子 [ 5 ] |          | 4:18 |
| 6.                         | 「チャンス -INSTRUMENTAL-」                                                       | 大原ゆい子 [ 5 ] | 大原ゆい子 [ 5 ] |          | 4:14 |
| 合計時間:                  | 合計時間:                                                                         | 合計時間:        | 25:22            |          |      |

### アニメ盤
| 全作詞・作曲: 大原ゆい子。 |                                                           |                  |                  |        |      |
| #                          | タイトル                                                  | 作詞             | 作曲・編曲       | 編曲   | 時間 |
| 1.                         | 「ゼロセンチメートル」                                    | 大原ゆい子 [ 5 ] | 大原ゆい子 [ 5 ] | 吉田穣 | 4:08 |
| 2.                         | 「知らなければ」                                          | 大原ゆい子 [ 5 ] | 大原ゆい子 [ 5 ] | 吉田穣 | 5:01 |
| 3.                         | 「君と光」(テレビアニメ『からかい上手の高木さん2』挿入歌) | 大原ゆい子 [ 5 ] | 大原ゆい子 [ 5 ] | MANYO  | 5:06 |
| 4.                         | 「ゼロセンチメートル -INSTRUMENTAL-」                     | 大原ゆい子 [ 5 ] | 大原ゆい子 [ 5 ] |        | 4:08 |
| 5.                         | 「知らなければ -INSTRUMENTAL-」                           | 大原ゆい子 [ 5 ] | 大原ゆい子 [ 5 ] |        | 5:01 |
| 6.                         | 「君と光 -INSTRUMENTAL-」                                 | 大原ゆい子 [ 5 ] | 大原ゆい子 [ 5 ] |        | 5:04 |
| 合計時間:                  | 合計時間:                                                 | 合計時間:        | 28:28            |        |      |

### TVサイズ
| 全作詞・作曲: 大原ゆい子。 |                                  |            |            |      |
| #                          | タイトル                         | 作詞       | 作曲・編曲 | 時間 |
| 1.                         | 「ゼロセンチメートル (TV size)」 | 大原ゆい子 | 大原ゆい子 | 1:29 |
| 合計時間:                  | 合計時間:                        | 1:29       |            |      |

## 収録アルバム
| 曲名               | アルバム                 | 発売日        | 備考               |
| ------------------ | ------------------------ | ------------- | ------------------ |
| ゼロセンチメートル | 『星に名前をつけるとき』 | 2019年9月25日 | オリジナルアルバム |